# Efflatouniella aegyptiaca
Efflatouniella aegyptiaca är en tvåvingeart som beskrevs av Krober 1927. Efflatouniella aegyptiaca ingår i släktet Efflatouniella och familjen stilettflugor. Inga underarter finns listade i Catalogue of Life.